# Mignews
MIGnews.com — интернет-издание на русском языке, освещающая события в Израиле и мире. Новостная лента поделена на тематические разделы: политика, экономика, происшествия, наука, культура, спорт и другие, обновляемые в реальном времени.
Основан в 2000 году, первый ответственный редактор — Евгений Финкель.
Издатель — Media International Group.
Владелец — украинский предприниматель Вадим Рабинович.

## Статистика
Общее число уникальных посетителей до 50 тысяч в сутки. Общее число показов до 600 тысяч в сутки. На январь 2014 года в рейтинге Mail.ru портал занимал 407 место по количеству посетителей и 169 место по количеству просмотров, в том числе среди новостных и информагентств — 25 и 6 места соответственно.
Согласно рейтингу агентства Медиалогия за 2010 год, сайт вошёл в десятку самых цитируемых русскоязычных «Интернет-ресурсов в информагентствах», заняв 7-е место. На ноябрь 2013 года Mignews занимает 20 место в рейтинге «самых цитируемых интернет-ресурсов» с индексом цитирования 216,69.
В рейтинге популярности сайта Alexa.com Mignews на январь 2014 года занимала 6849 место в России и 25 491 в мире. По данным этого же рейтинга, 22,8 % посетителей сайта из России, 21,6 % — из США, 18,8 % — из Израиля, 13,9 % — из Азербайджана.
На июль 2024 года по данным Similarweb интернет-издание занимает 13 036 место в мире. 70% посетителей сайта из Израиля, 12% из США, 6% из Германии и 4% из Канады.

## Обвинения в недостоверной информации
В январе 2005 года, после внезапного прекращения подачи энергии в Сиэтле, «миллионы пользователей лишились доступа к сервису LiveJournal („Живой журнал“ — ЖЖ)». Статью в Mignews, в которой высказывалось предположение о возможной связи аварии с кампанией (флэш-мобом) в сети ЖЖ по привлечению молодёжи для участия в «Марше протеста против кремлёвского произвола», намеченного на конец января, перепечатали многие российские интернет-издания, включая «Эхо Москвы», Yтро.Ru, Newsru.com и Грани.ру.